# 44 Baza Lotnictwa Morskiego
44 "Kaszubsko-Darłowska" Baza Lotnictwa Morskiego (44 BLotM) – jednostka lotnictwa Marynarki Wojennej stacjonująca na dwóch lotniskach: w Siemirowicach i Darłowie. Wchodzi w skład Brygady Lotnictwa Marynarki Wojennej. Powstała z dniem 1 stycznia 2011 roku.

## Historia
44 Baza Lotnictwa Morskiego powstała 1 stycznia 2011 roku na bazie 44 Bazy Lotniczej MW, 29 Eskadry Lotniczej oraz 30 Eskadry Lotniczej. Baza posiada dwa lotniska wojskowe: w Siemirowicach (baza samolotów) oraz w Darłowie (baza śmigłowców). Do głównych zadań 44 Bazy Lotnictwa Morskiego należą: zabezpieczenie polskiej strefy SAR na Bałtyku oraz w strefie przybrzeżnej, transport ludzi i sprzętu głównie na rzecz Marynarki Wojennej, poszukiwanie, śledzenie i niszczenie okrętów podwodnych przy użyciu sił ZOP oraz współdziałanie z siłami okrętowymi.
3 listopada 2011 decyzją ministra ON Nr 402/MON wprowadzono odznakę pamiątkową oraz oznakę rozpoznawczą 44 Bazy Lotnictwa Morskiego. Natomiast 10 sierpnia 2012 roku jednostka otrzymała sztandar.
44 Baza Lotnictwa Morskiego na podstawie Decyzji Nr 290/MON z dnia 8 października 2013 roku przyjęła wyróżniającą nazwę „Kaszubsko-Darłowska”.
Grupa Lotnicza Siemirowice przyjęła wyróżniającą nazwę „Kaszubska” oraz dziedzictwo  tradycji następujących jednostek:
- 304 Dywizjonu Obrony Wybrzeża im. Ziemi Śląskiej
- Klucza Samolotów Szturmowych Eskadry Lotniczej MW
- 30 Pułku MW
- 30 Pułku Lotnictwa Szturmowego MW
- 30 Pułku Lotnictwa Myśliwsko-Szturmowego MW
- 7 Pułku Lotnictwa Myśliwsko-Szturmowego MW
- 7 Pułku Lotnictwa Myśliwsko-Bombowego MW
- 7 Pułku Lotnictwa Specjalnego MW
- 3 Kaszubskiego Dywizjonu Lotniczego
- 30 Kaszubskiej Eskadry Lotniczej

Grupa Lotnicza Darłowo przyjęła wyróżniającą nazwę „Darłowska” oraz dziedzictwo  tradycji następujących jednostek:
- 28 Eskadry Lotnictwa Ratowniczego
- 16 Pułku Lotnictwa Specjalnego
- 40 Eskadry Śmigłowców Zwalczania Okrętów Podwodnych i Ratownictwa
- 2 Darłowskiego Dywizjonu Lotniczego
- 29 Darłowskiej Eskadry Lotniczej

Grupa Wsparcia przyjęła dziedzictwo następujących jednostek:
- 50 Batalionu Obsługi Lotnisk MW
- 50 Batalionu Zaopatrzenia
- 5 Batalionu Zabezpieczenia
- 44 Bazy Lotniczej.

## Dowódcy
- kmdr pil. Jarosław Andrychowski (od sformowania)
- kmdr pil. Andrzej Szczotka (02.03.2015 - 31.03.2019)
- kmdr pil. Paweł Smereka (od 01.04.2019)

## Struktura
- Dowództwo i sztab 44 BLotM
- Grupa Lotnicza - Siemirowice
- Grupa Lotnicza - Darłowo
- Grupa Techniczna
- Grupa Wsparcia
- Wojskowy Port Lotniczy Siemirowice
- Wojskowy Port Lotniczy Darłowo

## Wyposażenie
„Kaszubska” Grupa Lotnicza:
- 7 samolotów patrolowo-rozpoznawczych M28B 1R (An-28B1R, Bryza)
- 1 samolot patrolowo-rozpoznawczy i poszukiwania okrętów podwodnych M28B 1RM/Bis (Bryza Bis)
- 2 samoloty monitoringu ekologicznego An-28 (An-28E)
- 2 samoloty wczesnego ostrzegania Saab 340 AEW

„Darłowska” Grupa Lotnicza:
- 2 śmigłowce Mi-2
- 2 śmigłowce ratownicze Mi-14PŁ/R
- 2 śmigłowce ratownictwa morskiego W-3WARM Anakonda
- 8 śmigłowców zwalczania okrętów podwodnych Mi-14PŁ
- 4 śmigłowce AW101

Symbolika
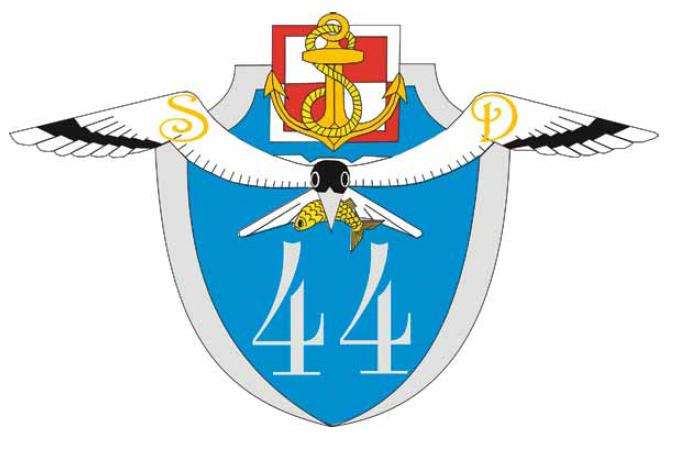
Odznaka pamiątkowa
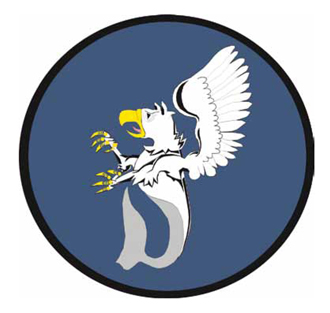
Oznaka rozpoznawcza na mundur wyjściowy
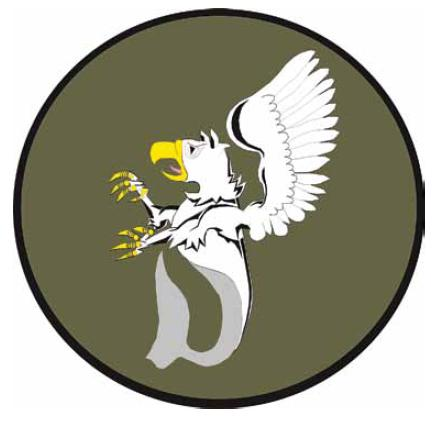
Oznaka rozpoznawcza na mundur polowy